# Lacul Zeller (Salzburg)
Lacul Zeller este un lac cu o lungime de 3,8 km și lățime de 1,5 km, pe malul lacului se află staținea balneară Zell am See. Lacul este situat în regiunea Pinzgau în landul Salzburg, Austria.